# Мартынов, Игорь Юрьевич (государственный деятель)

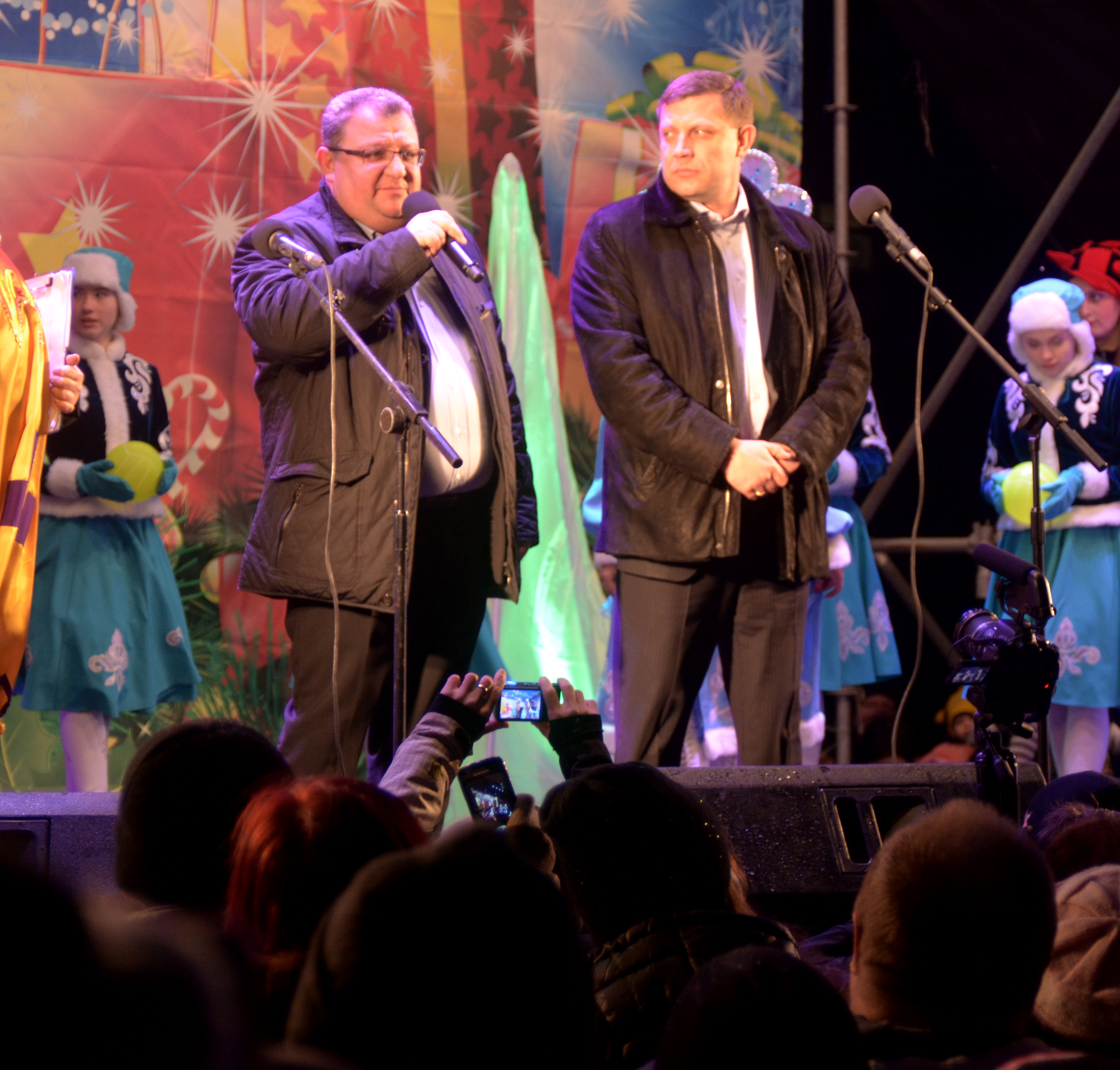
Игорь Мартынов с главой ДНР Александром Захарченко на открытии новогодней ёлки в Донецке.

И́горь Ю́рьевич Марты́нов (укр. Ігор Мартинов; род. 22 июня 1969, Донецк) — общественный и государственный деятель самопровозглашённой Донецкой Народной Республики, депутат донецкого городского совета, с 13 октября 2014 года по 18 октября 2016 года — глава городской администрации Донецка.

## Биография
Игорь Мартынов родился 22 июня 1969 года в Донецке. В 1991 году окончил Донецкий институт советской торговли по специальности «Товароведение». В том же году начал свою трудовую карьеру: в должности директора частного предприятия «Макси». С мая 2006 года — ассистент кафедры маркетинга и коммерческого дела в ДонГУЭТ имени Туган-Барановского. С 2008 года работал директором парка культуры и отдыха имени Щербакова, а в 2014 году возглавил коммунальное предприятие «Дирекция парков города Донецка».
Был депутатом Ворошиловского райсовета Донецка, затем горсовета. Избирался от ПСПУ, затем от Партии регионов.
13 октября 2014 года глава ДНР Александр Захарченко назначил Игоря Мартынова на пост главы администрации города. Со 2 ноября 2014 по 4 сентября 2015 года был депутатом Нарсовета ДНР. Избранный глава города — Александр Лукьянченко уехал в Киев ещё в июле 2014 года, сообщив об угрозах, поступающих в его адрес от представителей ДНР. Функции управляющего городом фактически выполнял начальник управления благоустройства и коммунального обеспечения Донецка Константин Савинов.
17 октября 2016 года был снят с должности главы Донецка и назначен заместителем руководителя Администрации главы ДНР. С 18 октября 2018 года по 15 мая 2019 года работал исполняющим обязанности заместителя Председателя Совета Министров Донецкой Народной Республики. 16 мая 2019 года назначен Советником главы ДНР.

## Санкции
15 марта 2019 года Игорь Мартынов был внесён в санкционный список Канады.
На фоне вторжения России на Украину, «за действия и политику, которые подрывают территориальную целостность, суверенитет и независимость Украины и ещё больше дестабилизировали Украину», 8 апреля 2022 года внесён в санкционный список стран Евросоюза. По аналогичным основаниям внесён в санкционные списки Великобритании, Швейцарии, Украины и Японии.

## Награды
- Благодарность Президента Российской Федерации (29 октября 2024 года) — за достигнутые трудовые успехи и многолетнюю добросовестную работу[10]
- Золотая медаль I степени «лучший молодой руководитель в области малого и среднего бизнеса страны»
- Почётный гражданин города Донецка (2016)
- Почётное звание «Заслуженный работник культуры» (2017)
- Почётное звание «Заслуженный работник ЖКХ» (2022)